# Stictoptera lineata
Stictoptera lineata là một loài bướm đêm trong họ Noctuidae.